# Jodi Gordon
Pour les articles homonymes, voir Gordon.
Jodi Gordon, née le 1er février 1985 à Mackay dans le Queensland, est une actrice et mannequin australienne.

## Biographie
Jodi Gordon (Jodi Anasta) a été mariée à Braith Anasta (en).

## Filmographie
- 2005-2010 : Summer Bay (Home and Away) (série télévisée) : Martha Mackenzie (440 épisodes)
- 2010 : Suburbia (court métrage) : Tara
- 2011 : Blood Brothers (téléfilm) : Sally Gilham
- 2011 : The Cup : Trish Oliver
- 2012 : Any Questions for Ben? : Kelly
- 2012 : Underbelly (série télévisée) : Kylie Keogh (6 épisodes)
- 2013 : Camp (série télévisée) : Ekaterina "Kat", petite-amie russe de Steve (2 épisodes)
- 2015 : Hiding (série télévisée) : Dimity (5 épisodes)
- 2016-2019 : Les Voisins (Neighbours) (série télévisée) : Elly Conway[1] (393 épisodes)